# SOA-Governance
Als SOA-Governance (auch als Service Governance bezeichnet) werden die Aktivitäten, Entscheidungen, Rollen und Verantwortlichkeiten (Zuweisung von Rollen zu Aktivitäten oder Entscheidungen) zur Regulierung und Kontrolle einer serviceorientierten Architektur (SOA) bezeichnet. Konflikte sollen dabei nicht vermieden werden, sondern durch standardisierte und akzeptierte Prozesse ausgetragen werden. Im Gegensatz zu IT-Governance sind neuartige Ansätze notwendig, da SOA nicht nur die Informationstechnologie (IT) umfasst, sondern auch die Geschäftsprozesse (BPM Governance), aber auch völlig neue Fragestellungen adressiert (Service Governance).

## Ziel
Ziel von SOA-Governance ist es, das Service-Business Alignment zu stärken oder Strategien durch Service-Denken zu ermöglichen. Dabei gibt SOA-Governance eine Struktur in Form von Rollen, Aufgaben, Entscheidungen und Verantwortlichkeiten vor.
Typische Ziele, die auf verschiedenen Ebenen, wie z. B. technischer oder geschäftsbezogener Ebene, zu betrachten sind, sind:
- Anbieten und Nutzen von Servicen im Service-Ökosystem innerhalb von interorganisationalen Unternehmensnetzwerken oder dem Internet (Strategie durch Service-Denken ermöglichen)
- Flexibilität und Agilität der Geschäftsprozesse (Service-Business Alignment)
- Enterprise Application Integration und Wiederverwendung (Service-Business Alignment)

Diese Ziele sind zum Teil widersprüchlich, da z. B. Wiederverwendung zu Lasten von Flexibilität geht. Daher sind übergeordnete Ziele zu definieren, was jedoch Teil der SOA-Strategie ist und nicht der SOA-Governance. 
SOA-Governance gibt die passenden Strukturen mit den oben genannten Elementen zur Zielerreichung durch die SOA-Strategie vor. Beide sind dabei nicht unabhängig voneinander: Bestimmte Strategien fordern bestimmte Strukturen, und verschiedene Strukturen können bei einer Strategie Sinn ergeben. Eine Struktur kann dabei auch auf mehrere Strategien zutreffen. Jedoch hat SOA-Governance andere Eigenschaften und unterliegt anderen Voraussetzungen, wenn sich Änderungen ergeben.

## Voraussetzungen
SOA-Governance muss gleiche Ziele verfolgen und integriert werden mit anderen Formen von Governance im Unternehmen. Daher ist eine Voraussetzung für SOA-Governance eine funktionierende Corporate Governance.
Daneben muss die SOA-Governance auf alle anderen Formen von Governance der verschiedenen Assets abgestimmt werden (z. B. IT-Governance, BPM-Governance, Data-Governance).

## Eigenschaften
Ähnlich wie Corporate Governance sollte SOA-Governance die Eigenschaften Langfristigkeit, schwer änderbar und durchsetzbar erfüllen.

## Ebenen
SOA-Governance kann auf verschiedenen Ebenen betrachtet werden:
- Lebenszyklus eines Services
- Komposition von Services
- Services im Service-Ökosystem innerhalb von interorganisationalen Unternehmensnetzwerken oder dem Internet

## Mechanismen
SOA-Governance Mechanismen implementieren und unterstützen die Struktur, die durch Aktivitäten, Entscheidungen, Rollen und Verantwortlichkeiten vorgegeben werden. Nicht jeder Mechanismus passt auf jede Unternehmung, da auch nicht jede Struktur auf jede Unternehmung passt.
Einige mögliche Mechanismen sind:
- Anreizsysteme für optimale Ergebnisse, die die Ziele unterstützen
- SOA Center of Excellence: Zentrale Anlaufstelle, die SOA im Unternehmen initiiert und koordiniert
- Service-Level-Agreement (SLA)
- Kommunikationsrichtlinien (sowohl formal als auch informal)
- Dokumentationsrichtlinien

Diese Mechanismen können durch Software unterstützt werden, z. B. Enterprise Service Bus, Überwachungswerkzeuge, Policy Werkzeuge, Modellierungswerkzeuge oder Workflow-Systeme.

## Messung
Der Erfolg von SOA-Governance ist schwierig zu messen. Ähnlich schwer lassen sich Vorteile von gewissen Formen von SOA-Governance messen. Dies ist auch bei Corporate Governance der Fall. Jedoch lässt sich gute von schlechter Governance unterscheiden. Notwendige Bedingung für erfolgreiche SOA-Governance ist die Effizienz (=Die Dinge richtig machen) der SOA Prozesse, die sich durch diverse Prozessmetriken messen lässt. Hinreichende Bedingung ist die Effektivität (=Die richtigen Dinge machen) der SOA-Governance. Effektivität kann z. B. in Anlehnung an IT Governance nach Peter Weill durch Befragung der unterschiedlichen Rollen ermittelt werden. Ein wissenschaftlich fundierter Fragebogen für die unterschiedlichen Rollen existiert zurzeit nicht.
Eine weitere Möglichkeit zur Messung ist das Benchmarking.
Messungen müssen regelmäßig durchgeführt werden, da sich die Unternehmensumwelt ändert und die SOA Governance gegebenenfalls angepasst werden muss. Für eine Änderung der SOA Governance liegen jedoch andere Faktoren zugrunde als bei einer SOA Strategie.

## Typische Fragestellungen
Typische Fragestellungen bei SOA-Governance sind:
- Wer ist im Unternehmen für spezifische Informationen und fachliche Funktionalität verantwortlich?
- Wie werden Dienste identifiziert, die gemeinsam nutzbar sind? Wer entscheidet ob ein Dienst zur Verfügung gestellt wird?
- Wie werden gemeinsam genutzte Dienste finanziert? Wer trägt welche Verantwortung an einem solchen Dienst?
- Wie werden die Funktionalitäten, Eigenschaften (z. B. Zuverlässigkeit, Antwortzeiten) und technischen Schnittstellen von Diensten dokumentiert?
- Wie wird die Nutzung gemeinsamer Dienste durchgesetzt? Welche Regeln und Rahmenbedingungen gelten?
- Wie kann ein Dienst, von dem mehrere Nutzer abhängig sind, verändert werden?
- Wie wird die Einhaltung der nicht funktionalen Anforderungen sichergestellt? Insbesondere die Frage, wie notwendige Investitionen in die Infrastruktur finanziert werden.

Die Einhaltung der so erarbeiteten Regeln wird im Rahmen der SOA-Governance überwacht. Die Erstellung und die Überwachung der Regeln bilden einen Regelkreis. Verstöße können ein Hinweis auf Anpassungsbedarf bei den Regeln sein. Sofern dies nicht zutrifft, ist es für eine wirkungsvolle SOA-Governance wichtig, dass die Einhaltung der Regeln durchgesetzt wird.